# مسابقات فرمول یک فصل ۱۹۶۲
مسابقات فرمول یک فصل ۱۹۶۲ در سال ۱۹۶۲ میلادی برگزار شد. در این مسابقات گراهام هیل (به انگلیسی: Graham Hill) از تیم بی‌آرام و با خودروی بی‌آرام به قهرمانی رسید وی که در آغاز مسابقه در خط ۱ قرار داشت، بهترین زمان خود را در دور ۳ به دست آورد و در مجموع صاحب ۴۲ امتیاز شد.